# روني سورما
روني سورما (بالألمانية: Ronny Surma)‏ هو لاعب كرة قدم ألماني في مركز قلب الدفاع، ولد في 17 أبريل 1988 في درسدن في ألمانيا. لعب مع دينامو درسدن ولوكوموتيف لايبزيغ وهانوفر 96.

## وصلات خارجية
- روني سورما على موقع قاعدة بيانات كرة القدم.إي يو (الإنجليزية)
- روني سورما على موقع بيانات كرة القدم. دي إي (الألمانية)
- روني سورما على موقع عالم كرة القدم.نت (الإنجليزية)